# Тешила (Прахова)
Тешила (рум. Teșila) насеље је у Румунији у округу Прахова у општини Ваља Дофтанеј. Oпштина се налази на надморској висини од 688 m.

## Становништво
Према подацима из 2002. године у насељу је живело 4308 становника, од којих су сви румунске националности.